# Sønderby Kirke
Sønderby Kirke er kirken i Sønderby Sogn på Vestfyn, kirken ligger i Sønderby tæt på Ebberup ved Sønderby Sø, ca. 4 km SØ for Assens (Region Syddanmark).
- Sønderby Kirke fra nord
- Sønderby Kirke fra nordøst
- Sønderby Kirke fra øst

- Sønderby Kirke fra sydøst
- Sønderby Kirkes tårn
- Sønderby Kirkes indgang

- Sønderby Kirkes kirkegårdskapel
- Mindesten ved Sønderby Kirke
- Gravsten ved Sønderby Kirke

## Eksterne kilder og henvisninger
- Sønderby Kirke hos KortTilKirken.dk